# Brigitte Deydier
Brigitte Gilberte Marie-Renée Deydier (ur. 12 listopada 1958 w Meknesie) – francuska judoczka. Uczestniczka igrzysk olimpijskich w Seulu 1988, gdzie zajęła drugie miejsce w wadze średniej, w turnieju pokazowym.
Mistrzyni świata w 1982, 1984 i 1986, trzecia w 1987. Zdobyła osiem medali na mistrzostwach Europy w latach 1979 - 1988, w tym dwa w drużynie. Mistrzyni Francji w 1979, 1980, 1982, 1983, 1984 i 1986 roku.

## Letnie Igrzyska Olimpijskie 1988
| Konkurencja | Eliminacje            | Finały                      | Finały                | Klas. końcowa |
| Konkurencja | Przeciwnik I          | 1/2                         | Finał                 | Miejsce       |
| ----------- | --------------------- | --------------------------- | --------------------- | ------------- |
| 66 kg       | Park Ji-yeong (KOR) Z | Alexandra Schreiber (FRG) Z | Hikari Sasaki (JPN) P | 2.            |